# Phil Price
Phil Price (sinh năm 1965) là nhà điêu khắc người New Zealand. Ông nổi tiếng với về điêu khắc hang động.